# Paul Sabatier
Paul Sabatier (n. 5 noiembrie 1854, Carcassonne, Languedoc-Roussillon, Franța – d. 14 august 1941, Toulouse, Franța) a fost un chimist francez, laureat al Premiului Nobel pentru chimie (1912) împreună cu Victor Grignard.